# Acrotomofilie
Acrotomofilie betreft de seksuele aantrekking tot personen met een amputatie of een soortgelijke handicap. Het woord betekent letterlijk houden van afgesneden ledemaat en is afkomstig uit het Grieks: akron = extremiteit (ledemaat), tomein = afsnijden en filein = houden van.
Acrotomofilie werd als zeldzaam klinisch fenomeen beschreven in de westerse wereld in het begin van de jaren negentig. Als deze parafilie ernstige problemen met de omgeving veroorzaakt, kan er sprake zijn van een psychische aandoening. 

## Verband metgipsfetisjisme
Sommige mensen met deze aandoening geven als verklaring voor het opwindend vinden van mensen met een amputatie (Engels: amputee) vaak de immobiliteit die het met zich meedraagt om een geamputeerde te zijn. Dit is ook een reden waarom mensen met gipsfetisjisme het aanschouwen of zelf dragen van gips opwindend vinden.
In sommige zeldzame gevallen kunnen zowel acrotomofilie en gipsfetisjisme bij dezelfde persoon optreden, door de gemeenschappelijk factor: het aantrekkelijk vinden van immobiliteit. Soms gaat dit ook nog eens gepaard met voetfetisjisme.